# Marcus Spears (giocatore di football americano 1983)
Marcus Rayshon Spears (Baton Rouge, 8 marzo 1983) è un ex giocatore di football americano statunitense che ha militato nel ruolo di defensive end nella National Football League (NFL).

## Carriera
Al college Sperars giocò a football con gli LSU Tigers vincendo il campionato NCAA nel 2003. Fu scelto nel corso del primo giro (20º assoluto) del Draft NFL 2005 dai Dallas Cowboys. Nella sua prima stagione mise a segno 35 tackle (12º nella squadra), venendo inserito nella formazione ideale dei rookie da Pro Football Weekly. Rimase stabilmente titolare della difesa della squadra fino al 2010 quando un infortunio al polpaccio gli fece interrompere una striscia di 88 partite consecutive, venendo inserito in lista infortunati. Nel 2011 firmò un nuovo contratto quinquennale del valore di 19,2 milioni di dollari con i Cowboys. Quell'anno però il nuovo coordinatore difensivo Rob Ryan scelse Kenyon Coleman e Jason Hatcher come defensive end titolari, relegando Spears nel ruolo di riserva per la prima volta in carriera. Mantenne quel ruolo anche nel 2012 ma una serie di infortuni ai compagni di squadra gli fece iniziare sei partite come titolare. Il 13 marzo 2013 Spears fu svincolato per un problema degenerativo al ginocchio. Anche se non divenne mai giocatore da Pro Bowl come il compagno scelto nel draft 2005 DeMarcus Ware fu una presenza solida nella difesa 3-4 della squadra.
Il 15 marzo 2013 Spears firmò un contratto biennale del valore di 3,55 milioni di dollari con i Baltimore Ravens. Il 30 ottobre dello stesso anno fu svincolato dopo avere messo a segno 10 tackle come defensive end di riserva, chiudendo la carriera.

## Palmarès
- PFWA All-Rookie Team - 2005